# Dick Durrell
Richard J. Durrell (c. 1925 – 7 de marzo de 2008) fue un publicista y director ejecutivo estadounidense, uno de los miembros fundadores de la revista People.
Durrell rechazó una oferta para jugar béisbol con los Dodgers de Brooklyn para asistir a la Universidad de Minnesota, de la que se graduó en 1948. Durante la mayor parte de su carrera, trabajó para Time Inc. y se jubiló en 1983. Durante su jubilación, impartió ocasionalmente un curso titulado "Publicación de revistas y comunicaciones relacionadas" en la Universidad del Sagrado Corazón en Fairfield, Connecticut.
Estuvo casado con Jacquelyn Carmen (Dow) Durrell, exrepresentante estatal de Connecticut y primera concejala de Fairfield.